# 直接
直接（ちょくせつ）とは、ある二つ以上の物の中間に何も介在しておらず、直に接すること、間接（かんせつ）は中間に何らかのものが介在しておりそれを通して対象に接することである。この時介在している物が対象に接することを媒介という。この媒介するものの中には政治における代表者（議員）や犯罪の間接正犯、納税の間接税のような個人あるいは裁判の間接主義のような組織も含まれる。なお、間接においては負担や責任の一部が転嫁されるのが普通である。

## 哲学と直接・間接
哲学においても直接は第三者を介さずに対象と接することをいい、間接は第三者を介することによって関係すること、またあるものが他者によって条件付けられ、なおかつそれに依存することを言う。特に、認識においては認識主観と対象の間に推理などの間接的知識を介さずに得た知識を直接的知識という。スピノザやシェリングはこれを重要視したが、ヘーゲルはこの考え方を表象及び信念の段階にとどまっており、間接的なものであるとして否定、他者の媒介が全くないことこそが直接であると定義し直した。一方で、ヘーゲルは有限的でなおかつ直接的な存在は他の有限的な存在によって条件付けられて成立したものであると考え、後にこの考え方は全ての存在は直接性と媒介性の両方を含んでいるという考えに至った。これによると、直接とは感性的な対象の実在性を示し、主体が対象に接しているということであり、また、媒介性すなわち間接性は他の存在との関係のなかにある対象の実在性を指し、記憶や表象及び概念等によって捉えられるものであるとされる。

## 参考資料
- 哲学事典（平凡社、ISBN 978-4-582-10001-3）